# CTV 텔레비전 네트워크
CTV 텔레비전 네트워크는 캐나다에서 가장 큰 민영 방송국이다.
CTV가 소유한 방송국 중에 CTV 글로브 미디어는 캐나다에서 가장 큰 복합 방송 기업으로 알려져 있다. 2002년 이후로 캐나다에서 가장 인기있는 케이블 방송사로 자리를 굳혔다. CTV는 한번도 정식 명칭을 사용한 적이 없지만 많은 사람들이 1990년대 CTV의 광고 문구인 "캐네디안 텔레비전"(Canadian Television)으로 주로 부른다. 개국 이전 CTN(Canadian Television Network)라는 이름으로 사용하려 했으나 캐나다 방송 협회가 이를 상표권 침해라고 문제를 제기했고 결국 "CTV Television Network"라는 이름을 사용하게 된다.